# Tournoi de tennis de Yokohama
Le Keio Challenger est un tournoi international de tennis masculin organisé par l'Université Keiō à Yokohama et faisant partie de l'ATP Challenger Tour. Il s'est tenu tous les ans de 1999 à 2002, de 2007 à 2009, puis de 2012 à 2015. Il réapparaît sur le calendrier Challenger en 2017. 
Il se joue en février sur dur.

## Palmarès messieurs

### Simple
| Année     | Vainqueur                             | Finaliste                             | Score                                 |
| --------- | ------------------------------------- | ------------------------------------- | ------------------------------------- |
| 1999      | Lee Hyung-taik                        | Paradorn Srichaphan                   | 6-3, 6-0                              |
| 2000      | Eric Taino                            | Julian Knowle                         | 7-65, 6-4                             |
| 2001      | Takao Suzuki                          | Gouichi Motomura                      | 6-2, 65-7, 7-64                       |
| 2002      | Lee Hyung-taik                        | John van Lottum                       | 2-6, 7-62, 7-66                       |
| 2003-2006 | Pas de tournoi                        | Pas de tournoi                        | Pas de tournoi                        |
| 2007      | Dudi Sela                             | Takao Suzuki                          | 65-7, 6-4, 6-2                        |
| 2008      | Lee Hyung-taik                        | Go Soeda                              | 7-5, 6-3                              |
| 2009      | Takao Suzuki                          | Martin Fischer                        | 6-4, 7-65                             |
| 2010-2011 | Pas de tournoi                        | Pas de tournoi                        | Pas de tournoi                        |
| 2012      | Matteo Viola                          | Mirza Bašić                           | 7-63, 6-3                             |
| 2013      | Matthew Ebden                         | Go Soeda                              | 2-6, 7-63, 6-3                        |
| 2014      | John Millman                          | Kyle Edmund                           | 6-4, 6-4                              |
| 2015      | Taro Daniel                           | Go Soeda                              | 4-6, 6-3, 6-3                         |
| 2016      | Pas de tournoi                        | Pas de tournoi                        | Pas de tournoi                        |
| 2017      | Yuichi Sugita                         | Kwon Soon-woo                         | 6-4, 2-6, 7-62                        |
| 2018      | Yasutaka Uchiyama                     | Tatsuma Ito                           | 2-6, 6-3, 6-4                         |
| 2019      | Kwon Soon-woo                         | Oscar Otte                            | 7-64, 6-3                             |
| 2020-2021 | Pas de tournoi (pandémie de Covid-19) | Pas de tournoi (pandémie de Covid-19) | Pas de tournoi (pandémie de Covid-19) |
| 2022      | Christopher O'Connell                 | Yosuke Watanuki                       | 6-1, 65-7, 6-3                        |

### Double
| Année     | Vainqueurs                            | Finalistes                            | Score              |
| --------- | ------------------------------------- | ------------------------------------- | ------------------ |
| 1999      | Satoshi Iwabuchi Thomas Shimada       | Michael Joyce Kyle Spencer            | 6-2, 6-4           |
| 2000      | Yves Allegro Julian Knowle            | Tim Crichton Ashley Fisher            | 6-3, 7-62          |
| 2001      | Takao Suzuki Mitsuru Takada           | Marco Chiudinelli Sebastian Jäger     | 6-3, 6-4           |
| 2002      | Lu Yen-hsun Danai Udomchoke           | Ivo Karlović Mark Nielsen             | 7-65, 6-3          |
| 2003-2006 | Pas de tournoi                        | Pas de tournoi                        | Pas de tournoi     |
| 2007      | Hiroki Kondo Go Soeda                 | Satoshi Iwabuchi Toshihide Matsui     | 65-7, 6-3, [11-9]  |
| 2008      | Tomáš Cakl Marek Semjan               | Brendan Evans Martin Slanar           | 6-3, 7-61          |
| 2009      | Yang Tsung-hua Yi Chu-huan            | Alexey Kedryuk Junn Mitsuhashi        | 69-7, 6-3, [12-10] |
| 2010-2011 | Pas de tournoi                        | Pas de tournoi                        | Pas de tournoi     |
| 2012      | Prakash Amritraj Philipp Oswald       | Sanchai Ratiwatana Sonchat Ratiwatana | 6-3, 6-4           |
| 2013      | Bradley Klahn Michael Venus           | Sanchai Ratiwatana Sonchat Ratiwatana | 7-5, 6-1           |
| 2014      | Bradley Klahn Matt Reid               | Marcus Daniell Artem Sitak            | 4-6, 6-4, [10-7]   |
| 2015      | Sanchai Ratiwatana Sonchat Ratiwatana | Riccardo Ghedin Yi Chu-huan           | 6-4, 6-4           |
| 2016      | Pas de tournoi                        | Pas de tournoi                        | Pas de tournoi     |
| 2017      | Marin Draganja Tomislav Draganja      | Joris De Loore Luke Saville           | 4-6, 6-3, [10-4]   |
| 2018      | Tobias Kamke Tim Pütz                 | Sanchai Ratiwatana Sonchat Ratiwatana | 3-6, 7-5, [12-10]  |
| 2019      | Moez Echargui Skander Mansouri        | Max Purcell Luke Saville              | 7-66, 63-7, [10-7] |
| 2020-2021 | Pas de tournoi                        | Pas de tournoi                        | Pas de tournoi     |
| 2022      | Victor Vlad Cornea Ruben Gonzales     | Tomoya Fujiwara Masamichi Imamura     | 7-5, 6-3           |